# Osa de la Vega
Osa de la Vega ist eine Gemeinde (Municipio) und ein Dorf mit 443 Einwohnern (Stand: 2024) in der Provinz Cuenca in der Autonomen Region Kastilien-La Mancha. 

## Lage
Osa de la Vega liegt etwa 65 Kilometer südwestlich von Cuenca in einer Höhe von ca. 765 m. 

## Bevölkerungsentwicklung
| 1970 | 1981 | 1991 | 2001 | 2011 | 2021 |
| ---- | ---- | ---- | ---- | ---- | ---- |
| 834  | 814  | 734  | 652  | 594  | 460  |

## Sehenswürdigkeiten
- Turmruine

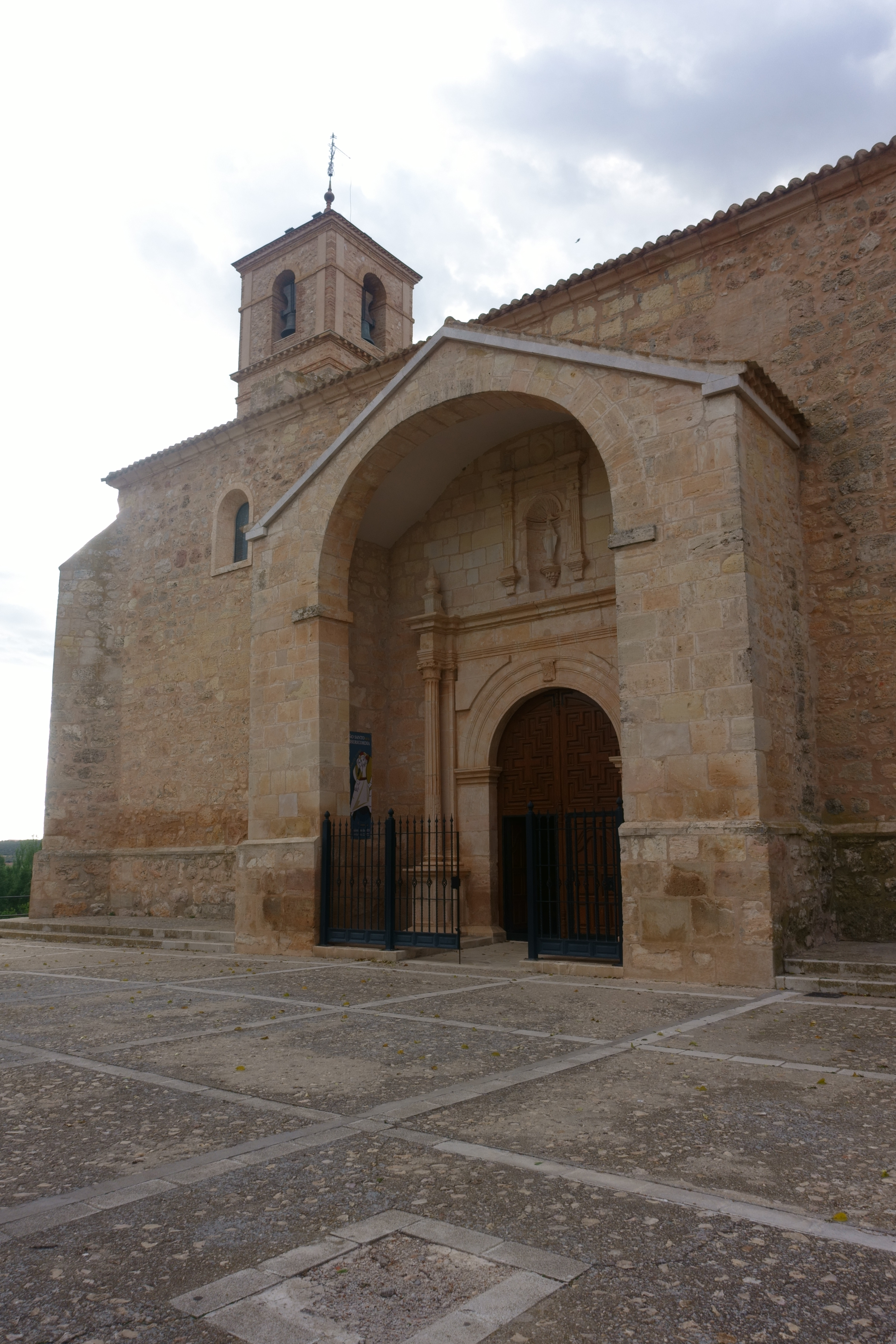
Kirche Mariä Himmelfahrt
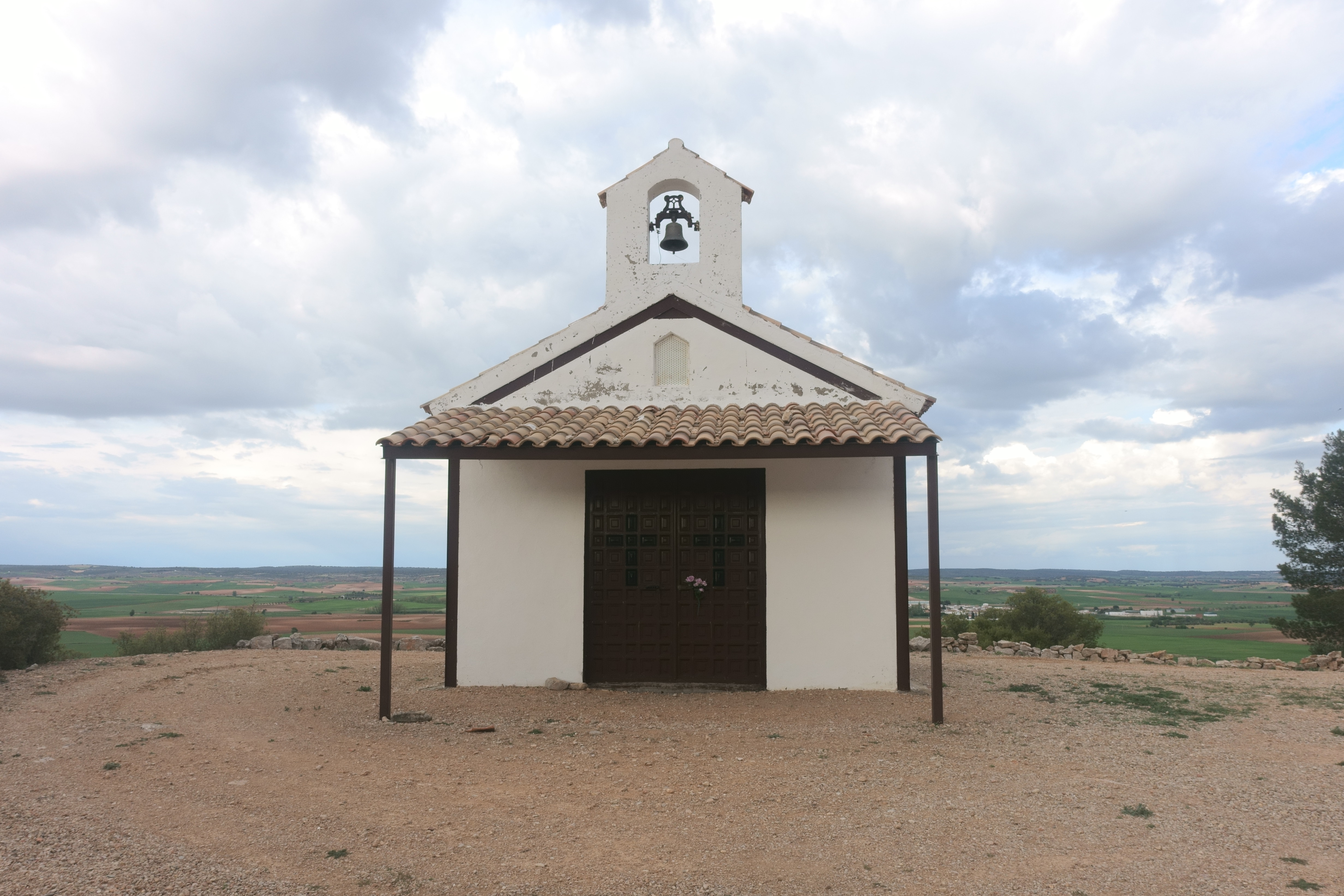
Markuskapelle
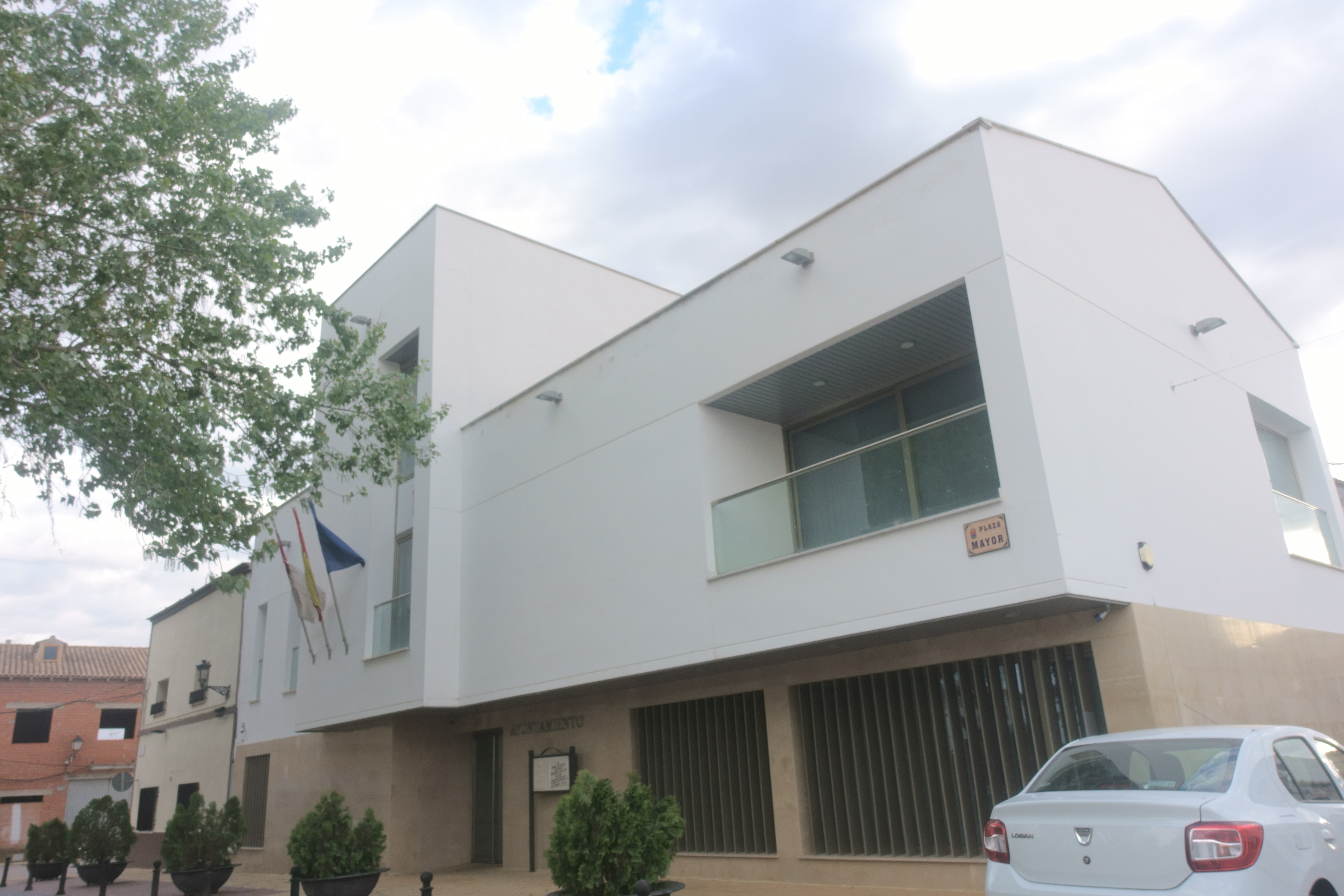
Rathaus

- Kirche Mariä Himmelfahrt
- Markuskapelle
- Rathaus

## Gemeindepartnerschaft
Mit der philippinischen Gemeinde Baler besteht eine Partnerschaft.